# François Lesein
François Lesein, né le 11 décembre 1929 à Sissonne (Aisne) et mort le 2 septembre 2006 à Reims (Marne), est un homme politique français. Il fut sénateur de l'Aisne et maire de la ville de Sissonne.

## Biographie
François Lesein est médecin. Membre du conseil général de l'Aisne de 1967 à 1992, il est vice-président de cette assemblée à partir de 1976. Élu maire de Sissonne en 1967, il est toujours réélu jusqu'à sa mort en 2006. François Lesein devient sénateur de l'Aisne, en remplacement de Jacques Pelletier devenu membre du gouvernement, dont il était le suppléant. Il le remplace à nouveau au Sénat à la suite des élections sénatoriales de 1989. Il est secrétaire du Sénat de 1992 à 1998.

## Mandats

### Mandats nationaux
- 13/06/1988 - 01/10/1989 : sénateur de l'Aisne
- 02/11/1989 - 30/09/1998 : sénateur de l'Aisne

### Mandats locaux
- 1967-1992 : conseiller général de l'Aisne (canton de Sissonne)
- 1976-1992 : vice-président du conseil général de l'Aisne
- 1967-2006 : maire DVD de Sissonne

## Distinctions
- Officier de l'Ordre national du Mérite
- Officier des Palmes académiques